# Puchar Dalekowschodni w narciarstwie alpejskim mężczyzn 2022/2023
Puchar Dalekowschodni w narciarstwie alpejskim mężczyzn w sezonie 2022/2023 – zawody rozgrywane pod patronatem Międzynarodowej Federacji Narciarskiej (FIS). Pierwsze zawody tej edycji odbyły się 25 stycznia 2023 r. w japońskim Akan. Ostatnie zawody zostały rozegrane 3 marca tego samego roku w japońskim ośrodku narciarskim Sugadaira Kogen.
Triumfu w klasyfikacji generalnej z sezonu 2020/2021 nie bronił Czech Kryštof Krýzl. Tym razem najlepszy okazał się Japończyk Seigo Katō.

## Podium zawodów
| Lp. | Data             | Miejscowość         | Konkurencja | 1. miejsce           | 2. miejsce       | 3. miejsce        |
| --- | ---------------- | ------------------- | ----------- | -------------------- | ---------------- | ----------------- |
| 1.  | 25 stycznia 2023 | Akan                | Gigant      | Seigo Katō           | Christoph Meissl | Lukas Gasser      |
| 2.  | 26 stycznia 2023 | Akan                | Gigant      | Noel Zwischenbrugger | Nicolas Gstrein  | Tobias Kogler     |
| 3.  | 27 stycznia 2023 | Akan                | Slalom      | Takayuki Koyama      | Shiro Aihara     | Hayata Wakatsuki  |
| 4.  | 28 stycznia 2023 | Akan                | Slalom      | Michał Jasiczek      | Lucas Rohrmoser  | Shiro Aihara      |
| 5.  | 2 lutego 2023    | Alpensia Ski Resort | Slalom      | Jung Dong-hyun       | Seigo Katō       | Michał Jasiczek   |
| 6.  | 3 lutego 2023    | Alpensia Ski Resort | Slalom      | Jung Dong-hyun       | Seigo Katō       | Jędrzej Jasiczek  |
| 7.  | 6 lutego 2023    | Yongpyong Resort    | Gigant      | Shinya Miyamoto      | Taiga Tomii      | Seigo Katō        |
| 8.  | 7 lutego 2023    | Yongpyong Resort    | Gigant      | Seigo Katō           | Hong Dong-kwan   | Ryoma Katayama    |
| 9.  | 10 lutego 2023   | Alpensia Ski Resort | Slalom      | Jung Dong-hyun       | Jędrzej Jasiczek | Michał Jasiczek   |
| 10. | 11 lutego 2023   | Alpensia Ski Resort | Slalom      | Jung Dong-hyun       | Akira Sasaki     | Ryunosuke Ohkoshi |
| 11. | 28 lutego 2023   | Sugadaira Kogen     | Gigant      | Jung Dong-hyun       | Takashi Shioiri  | Ryunosuke Ohkoshi |
| 12. | 1 marca 2023     | Sugadaira Kogen     | Gigant      | Seigo Katō           | Jung Dong-hyun   | Takashi Shioiri   |
| 13. | 2 marca 2023     | Sugadaira Kogen     | Slalom      | Jung Dong-hyun       | Shiro Aihara     | Seigo Katō        |
| 14. | 3 marca 2023     | Sugadaira Kogen     | Slalom      | Seigo Katō           | Yohei Koyama     | Shiro Aihara      |

## Klasyfikacje
| Lp. | Zawodnik          | Punkty |
| --- | ----------------- | ------ |
| 1.  | Seigo Katō        | 810    |
| 2.  | Jung Dong-hyun    | 691    |
| 3.  | Ryuma Sato        | 509    |
| 4.  | Ryunosuke Ohkoshi | 449    |
| 5.  | Taiga Tomii       | 327    |
| 6.  | Ryoma Katayama    | 322    |
| 7.  | Jędrzej Jasiczek  | 313    |
| 8.  | Park Je-yun       | 311    |
| 9.  | Hong Dong-kwan    | 309    |
| 10. | Michał Jasiczek   | 291    |

| Lp. | Zawodnik             | Punkty |
| --- | -------------------- | ------ |
| 1.  | Seigo Katō           | 445    |
| 2.  | Taiga Tomii          | 256    |
| 3.  | Ryuma Sato           | 231    |
| 4.  | Hong Dong-kwan       | 209    |
| 5.  | Jung Dong-hyun       | 191    |
| 6.  | Takashi Shioiri      | 178    |
| 7.  | Ryoma Katayama       | 173    |
| 8.  | Ryunosuke Ohkoshi    | 159    |
| 9.  | Noel Zwischenbrugger | 150    |
| 10. | Shinya Miyamoto      | 136    |

| Lp. | Zawodnik          | Punkty |
| --- | ----------------- | ------ |
| 1.  | Jung Dong-hyun    | 500    |
| 2.  | Seigo Katō        | 365    |
| 3.  | Jędrzej Jasiczek  | 313    |
| 4.  | Michał Jasiczek   | 291    |
| 5.  | Ryunosuke Ohkoshi | 290    |
| 6.  | Park Je-yun       | 283    |
| 7.  | Shiro Aihara      | 280    |
| 8.  | Ryuma Sato        | 278    |
| 9.  | Akira Sasaki      | 235    |
| 10. | Rion Takeuchi     | 153    |